# Lejaren à Hiller
Lejaren à Hiller, nato John Hiller, chiamato anche Lejaren Hiller Sr. (Milwaukee, 3 luglio 1880 – New York, 23 maggio 1969), è stato un fotografo, illustratore, produttore cinematografico e direttore artistico statunitense.

## Biografia
Non sono note le sue origini né perché dalla sua città natale si è trasferito a New York. Sappiamo però che il cambio del suo nome da John Hiller a Lejaren à Hiller avvenne quando lasciò Milwaukee. Andò a studiare al Art Institute of Chicago, dove venne incoraggiato ad approfondire gli studi sulla nuova forma artistica: la fotografia. All'Art Institute tra gli altri studiò anche Alfred Stieglitz, dove tenne la sua prima mostra. Hiller in seguitò si trasferì a Parigi dove trovò lavoro come illustratore presso vari studi.
Fece ritorno a New York, dove si stabilì nel 1907, mettendo a frutto quanto imparato nel Vecchio Continente, soprattutto legando pubblicità e fotografia ritoccata, ed era ormai considerato "creator of American photographic illustration", divenne l'illustratore più pagato degli Stati Uniti, tanto che le opere di Hiller erano talmente conosciute dal pubblico dei lettori delle riviste dagli anni '20 agli anni '40.

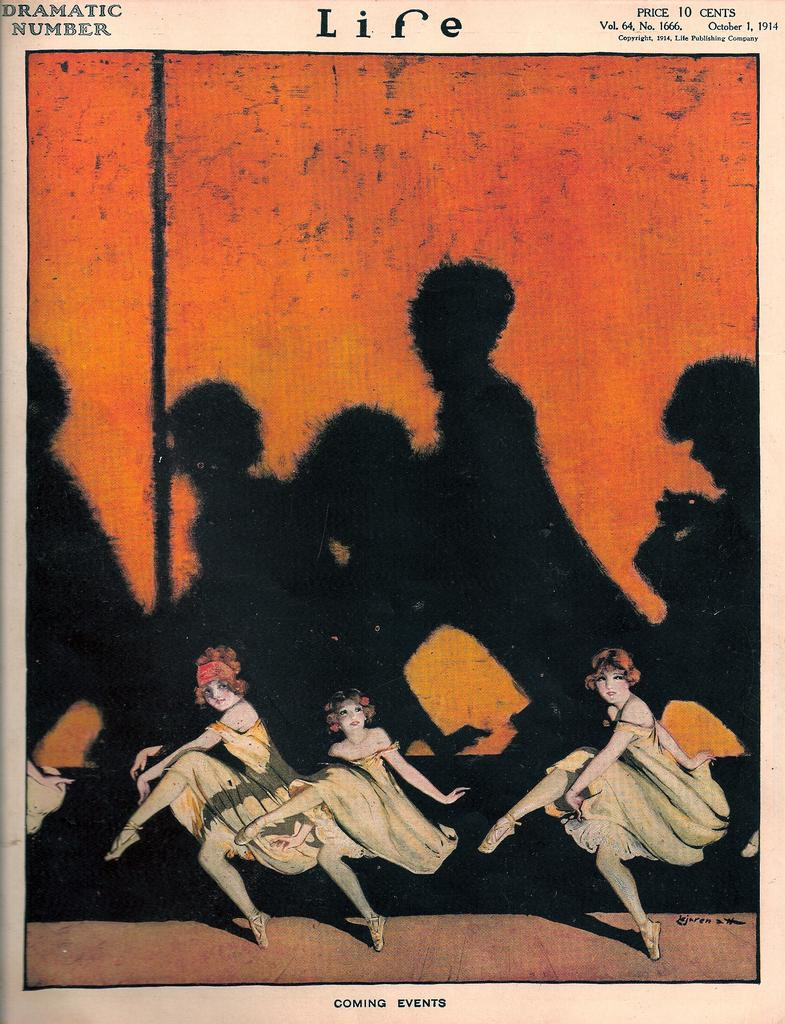
Copertina per la rivista Life del 1 ottobre 1914

I suoi sfondi scenografici (tableaux) viventi per la danza, il teatro oppure per i cortometraggi muti realizzati e prodotti da Hiller, creati in modo drammatico, in maniera da far risaltare i modelli mentre il suo assistente scattava le fotografie poiché ciò che a lui interessava era il risultato finale.
L'azienda di prodotti medici Davis & Geck lo incaricò di realizzare una serie di immagini per pubblicità storiche di argomento medico, in particolare sulle suture: utilizzò modelli seminudi, costumi elaborati, fondali e luci drammatiche che mostravano chirurghi medievali, aztechi, dell'antico Egitto e dell'India. La campagna, intitolata "Surgery through the Ages", ebbe un grande successo e vinse nel 1937 l'Edward Bok Award e fu pubblicata nel 1944. Le 83 foto che composero le illustrazioni sulle suture mostrano una gamma che va dalla preistoria, alla Grecia classica, a Roma, al Medioevo fino al XIX secolo. Sono stati ritratti: Abu al-Qasim al-Zahrawi, Avicenna, Aulo Cornelio Celso, Gabriele Falloppio, Fabricius, Galeno, William Harvey, John Hunter, Rhazes e Andrea Vesalio, tutti spiegati all'interno di anatomia, fisiologia, patologia e pratica medica. Inoltre, figuravano anche culture non occidentali come l'impero Azteco, l'Egitto e l'India. Compariva anche Trotula, la medica italiana di Salerno che iniziò gli studi di ginecologia e ostetricia. In piccola parte erano raffigurate donne nude o a seno nudo, infatti i primi numeri di Playboy pubblicarono le foto che per l'epoca fecero scalpore.
Hiller ha creato immagini anche per i poster che vennero utilizzati nel corso della Seconda guerra mondiale.
Forse esagerando, una mostra retrospettiva del 1986 ha descritto Hiller come "one of the forgotten masters" della fotografia del ventesimo secolo.
Il figlio, anche lui chiamato Lejaren Hiller (1924-1994), fu un chimico di droghe psichedeliche e un noto compositore che fu tra i primi ad utilizzare il computer nella composizione musicale.

## Filmografia
- The Sleep of Cyma Roget, cortometraggio, 1920
- The Beggar Maid, cortometraggio, 1921
- The Bashful Suitor, cortometraggio, 1921
- Hope, cortometraggio, 1922
- The Young Painter, cortometraggio, 1922